# Andrew Sarris
Andrew Sarris (n. 31 octombrie 1928, New York City, New York, SUA – d. 20 iunie 2012, New York City, New York, SUA) a fost un critic de film american.